# Pentace strychnoidea
Pentace strychnoidea är en malvaväxtart som beskrevs av George King. Pentace strychnoidea ingår i släktet Pentace och familjen malvaväxter. Inga underarter finns listade i Catalogue of Life.